# Adalbert II. (Salzburg)
Adalbert II. (* um 875; † 14. November 935) (vielfach auch Odalbert genannt) war ein Salzburger Erzbischof und Abt des Stiftes St. Peter im 10. Jahrhundert.

## Leben
Adalbert, der 923–935 als Abterzbischof amtierte,  entstammte dem mächtigen Adelsgeschlecht der Aribonen. Vor seiner Wahl zum Erzbischof führte er aber ein eher weltliches Leben. Er trennte sich bei Amtsantritt als Erzbischof von seiner Ehefrau Rihni aus dem Geschlecht der Luitpoldinger, die ihm sechs (oder sieben?) Kinder geschenkt hatte und die anschließend auf Schloss Rohrdorf lebte. Adalbert war in der Folge ein weltoffener und zielstrebiger Erzbischof, der sich als Kirchenfürst und als Angehöriger des bayrischen Hochadels nach manchem anfänglichem Misstrauen zunehmend allgemeiner Achtung und Wertschätzung erfreute.
Über diesen Erzbischof ist ein ausführlicher Traditionskodex erhalten, der älteste in der Geschichte Salzburgs. In diesem werden über 100 Tauschgeschäfte des Erzbischofs aufgelistet. Bei diesen Tauschgeschäften war Adalbert sehr am langfristigen Vorteil für das werdende Erzstift Salzburg bedacht. Häufig vergab er größeren Besitz an Geschäftspartner, wenn diese dafür nach deren Lebenszeit ihren Besitz dauernd dem Erzstift vermachten. Adalbert konnte so am Ende seiner Regentschaft auf eine insgesamt sehr erfolgreiche Wirtschaftspolitik zurückblicken.
Zudem baute er das Pfarrnetz Karantaniens immer weiter aus. Adalbert verließ seine Diözese selten, reiste aber innerhalb seines Machtbereiches unermüdlich umher, um seinen Aufgaben nachzukommen. Adalbert nahm allerdings – gemeinsam mit dem Herzog von Bayern – auch an Kriegszügen teil: 929 nach Böhmen, 934 nach Oberitalien.